# St. Antonius (Heudorf)

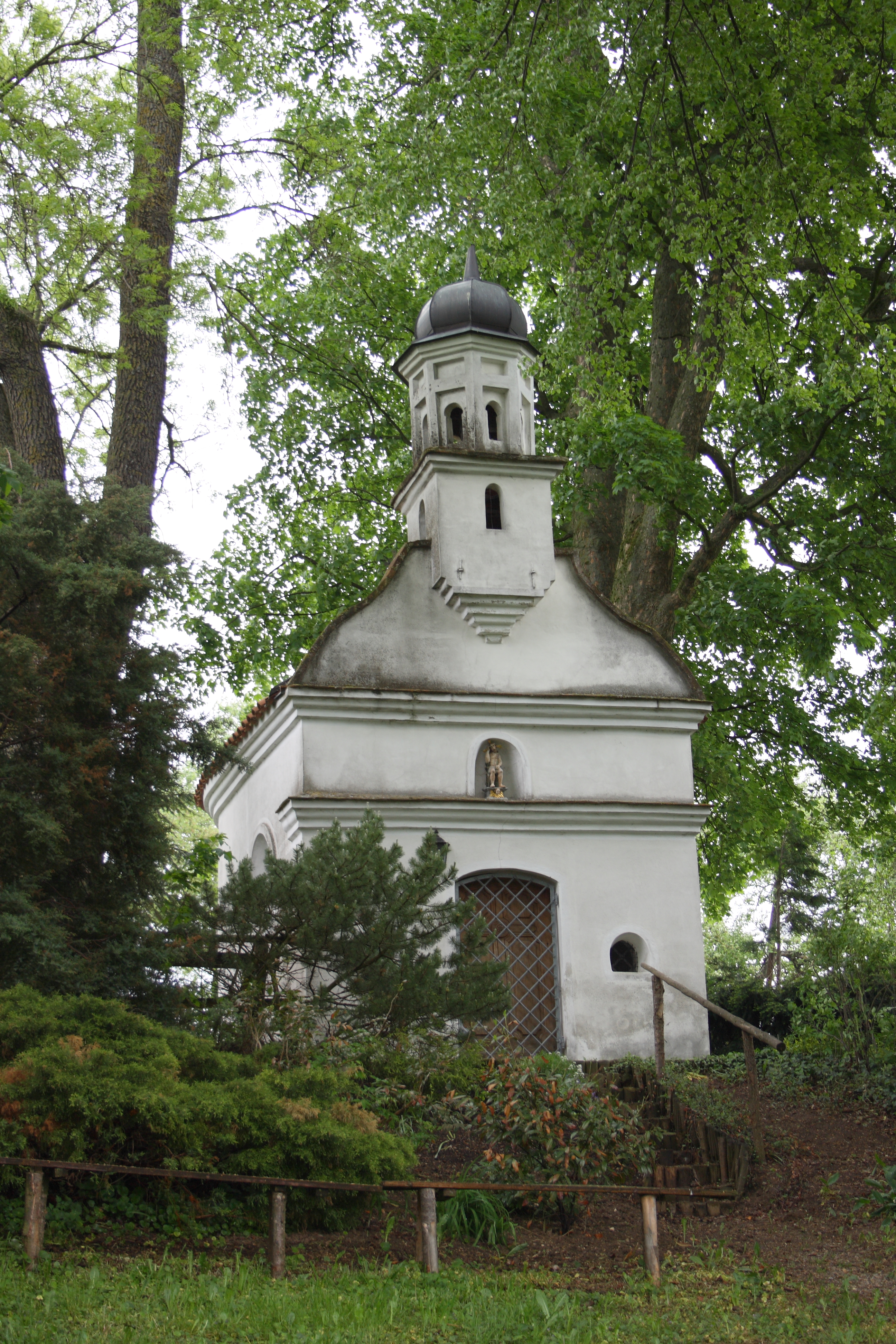
St. Antonius in Heudorf

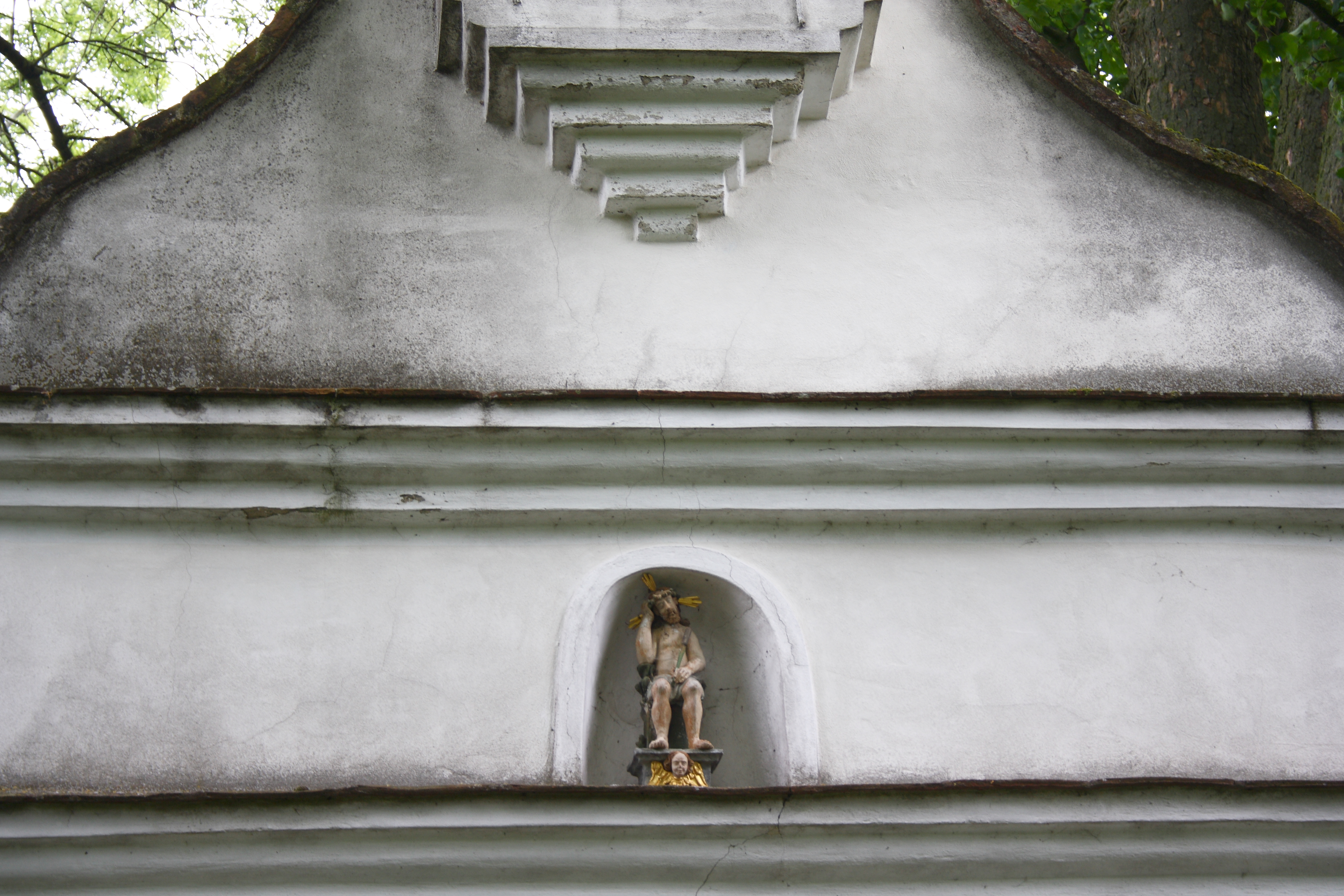
Figur Christus in der Rast

Die katholische Kapelle St. Antonius in Heudorf, einem Gemeindeteil von Glött im schwäbischen Landkreis Dillingen an der Donau in Bayern, wurde laut einer Inschriftentafel vor der Altarstufe von dem Bauer Hans Saule aus Heudorf 1688 errichtet, der mit diesem Bau ein Gelübde erfüllte. Sie ist dem heiligen Antonius geweiht und liegt nordöstlich des Weilers auf einem Hang. Die Kapelle ist ein geschütztes Baudenkmal.

## Beschreibung
Der einschiffige Bau mit nur einer Achse und mit einer halbrund geschlossenen Altarnische wird von einer Halbkuppel mit Stichkappen überwölbt. Der Chorbogen ruht auf Pfeilern mit profilierten Kämpfern. Zwei kreisförmige Fenster geben dem Raum Tageslicht. An der Giebelseite, wo sich der segmentbogige Eingang befindet, sind die Eckem mit einem verkröpften Profilgesims versehen. Darüber ist in einer kleinen Korbbogennische die Figur Christus in der Rast (um 1690) auf einer Konsole mit Engelskopf zu sehen. Über einer Treppenkonsole sitzt der Dachreiter mit quadratischem Unterbau und achtseitigem Oberbau. In den unteren Blendfeldern sind rundbogige Schallöffnungen vorhanden.
Der Altar stammt aus der Erbauungszeit. Die Kreuzwegstationen sind mit Öl auf Pappe gemalt.